# عبد الله عرباوي
ولد عبد الله عرباوي في 18 أفريل 1931 وتوفي على 16 ديسمبر 2001 ، هو سياسي جزائري .

## سيرة
في عام 1958 ، تم إرساله إلى الاتحاد السوفياتي لإجراء الدراسات الجامعية. اختار الهندسة الريفية ، الخيار الهيدروليكي. في عام 1966 ، عندما عاد إلى البلاد ، أسس مديرية الهندسة الريفية في وزارة الزراعة والإصلاح الزراعي ، حيث ساعد في تقديم روح جديدة وزيادة الوعي بأهمية هذا القطاع في التنمية العامة. سيؤدي هذا النهج إلى إنشاء كتابة الدولة للمياه، والتي سيكون مسؤولاً عنها في الفترة من 1971 إلى 1977.